# Gaivota-polar

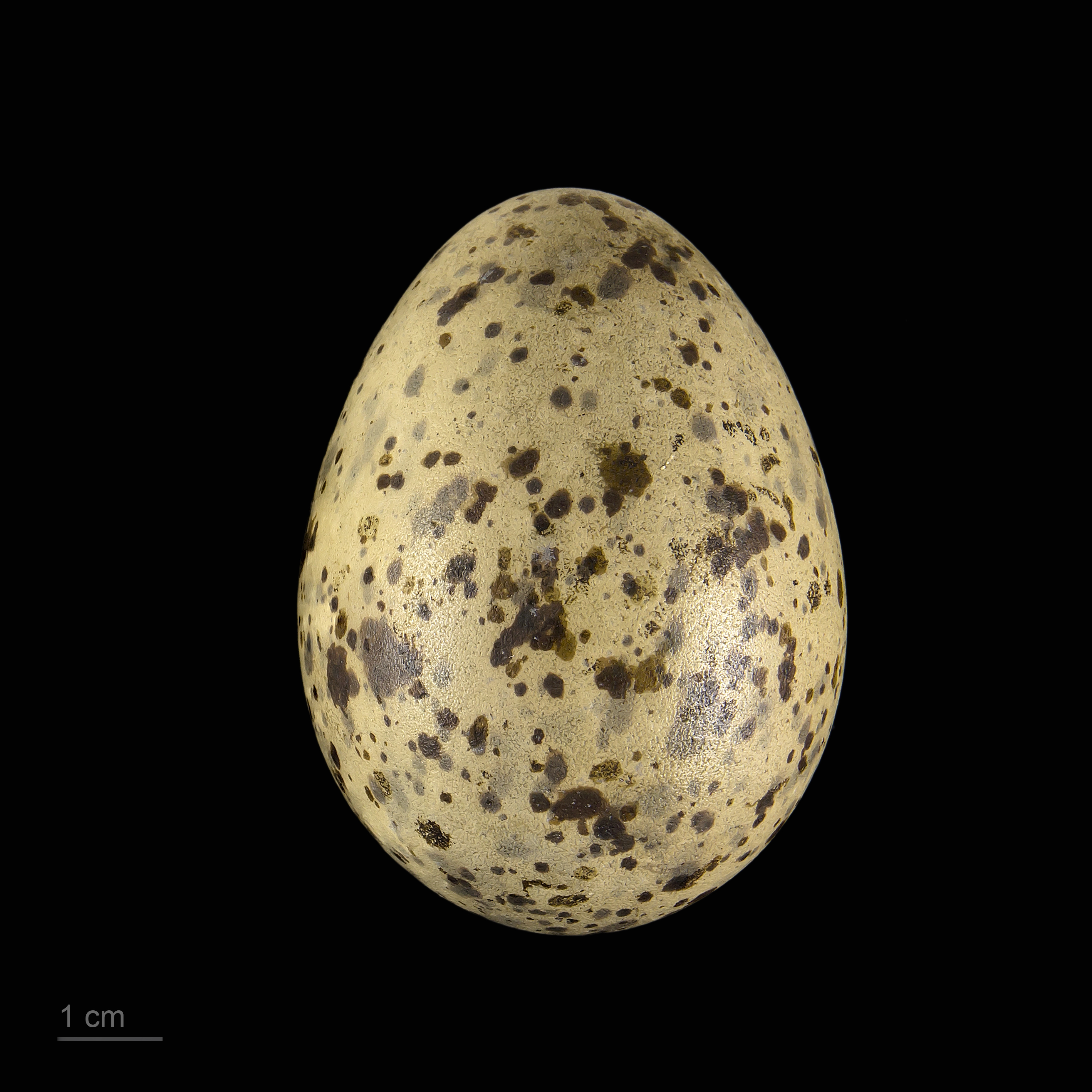
Larus glaucoides - MHNT

A gaivota-polar (Larus glaucoides)é uma gaivota de tamanho médio, que se destaca pelos tons muito claros da plumagem. Como nidificante, distribui-se pela região sub-árctica (Gronelândia, norte do Canadá e Nova Zembla). O seu nomes específico glaucoides denota a sua semelhança com a Larus glaucus, nome que constitui um sinónimo de Larus hyperboreus, a gaivota-hiperbórea; o sufixo -oides provém do Grego Antigo e significa "semelhante".
É uma espécie migradora, que inverna no Atlântico Norte. A sua zona de invernada situa-se em latitudes elevadas e na Europa não migra geralmente para sul do paralelo 50º N, embora ocasionalmente apareça mais a sul.
Em Portugal esta espécie é rara, surgindo muito esporadicamente nos meses de Inverno. Em Portugal Continental conhecem-se cerca de 70 observações, tanto de imaturos como de adultos. Em Janeiro de 2009 registou-se um influxo destas gaivotas, que surgiu no país em números superiores ao habitual.